# Still...You Turn Me On

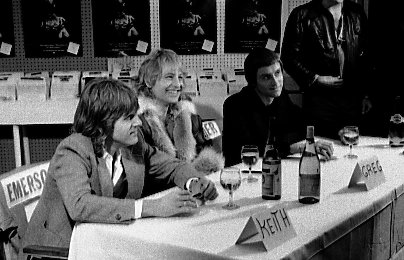
Emerson, Lake & Palmer

«Still...You Turn Me On» es una canción de la banda británica de rock progresivo Emerson, Lake & Palmer, originalmente lanzada en su quinto álbum de 1973 Brain Salad Surgery, cuarto álbum de estudio.

## Contexto y curiosidad
La canción, escrita íntegramente por Greg Lake (quien, además del bajo, también toca la guitarra líder y la acústica de 12 cuerdas), se plantea como un equilibrio necesario del álbum, dominado por composiciones agresivas. A pesar de que «Still...You Turn Me On» se destacó como una elección única obvia, el trío decidió no lanzarla como sencillo, ya que era la canción menos rapresentativa de l'álbum y su sonido general.
Por primera vez, en la canción, el baterista Carl Palmer toca el dulcémele martillado (o "dulcimer de percusión"), mientras Keith Emerson interviene en el acordeón.

## Otras versiones
Las versiones en vivo de la canción se pueden encontrar en los álbumes Welcome Back My Friends to the Show That Never Ends, Live at the Royal Albert Hall, King Biscuit Flower Hour: Greatest Hits Live y seis apariciones en el serie The Original Bootleg Series from the Manticore Vaults.
La canción también está presente en las recopilaciones The Best y The Essential.

## Hospitalidad
La revista Rolling Stone incluyó la canción en su lista de 10 Essential ELP Songs y afirmó que "se trata del arte sonoro de Greg Lake y la vibra de Keith Emerson, que hacen que la canción sea tan atemporal. El trío, incluso cuando estaba osesionado con el sonido del futuro, sabía una buena melodía en el corazón del arte".
Aaron Ghilterman de Live for Live Music declaró que "«Still...You Turn Me On» presenta la masterización de Lake como cantautor". También llamó a la canción muy hermosa.
Tom Muscarella de Rock'n'Roll Remnants no solo describió la canción como una balada encantadora, sino que también afirmó que «Still...You Turn Me On» tenía el mismo estilo que «Lucky Man».
La revista Classic Rock calificó la canción como "poética y hermosa con riffs en capas y un buen contrapeso de melodía y canto, precedida por el instrumental violento". Esta canción, corta pero conmovedora, contiene una letra profunda y romántica que le ha valido una cuota de pantalla radiofónica.

## Músicos
- Keith Emerson – acordeón
- Greg Lake – voz, bajo y guitarras
- Carl Palmer – dulcémele martillado

## Versiones para otros artistas
- Nei Lisboa grabó la canción en 1998 para su álbum Hi-Fi.
- Siempre en el mismo año, los Mary Newsletter[N 1] la rehicieron para una recopilación titulada Fanfare to the Pirates: A Tribute to ELP, junto a otros artistas de Mellow Records.[N 1]
- En 2016, se pensó que la jovencísima Connie Talbot (en la foto) podría lanzar una versión totalmente acústica  – con guitarra y voz – de la canción, en su álbum Matters to Me.[N 2]

### Explicativas
1. 1 2  El todo, para Italia.
2. ↑  Lanzado el 25 de marzo; justo cuando la cantante tenía 16 años sin terminar; de echo, su fecha de nacimiento se remonta al 20 de noviembre de 2000.

### Bibliográficas
1. 1 2 3 4  «50 Greatest Prog Rock Album of All Time». Rolling Stone (en inglés). 17 de julio de 2015. Consultado el 8 de agosto de 2024.
2. ↑  McCulley, Jerry (2000). Brain Salad Surgery (booklet). Emerson, Lake & Palmer. Los Angeles: Rhino Records. R9 75980 (en inglés). Consultado el 8 de agosto de 2024.
3. ↑  Powell, Mark (2008). Brain Salad Surgery (booklet). Emerson, Lake & Palmer. London: Sanctuary Records. 5308195 (en inglés). Consultado el 8 de agosto de 2024.
4. ↑  Epstein, Dan; Gher, Richard; Heller, Jason (11 de marzo de 2016). «Emerson, Lake and Palmer: 10 Essential Songs». Rolling Stone (en inglés). Consultado el 8 de agosto de 2024.
5. ↑  «Looking Back on Emerson, Lake & Palmer's Masterpiece Album, "Brain Salad Surgery"» (en inglés). 10 de diciembre de 2014. Consultado el 8 de agosto de 2024.
6. ↑  «Song of the Week – Still... You Turn Me On, Emerson Lake & Palmer» (en inglés). 10 de diciembre de 2016. Consultado el 8 de agosto de 2024.
7. ↑  «Brain Salad Surgery (Emerson, Lake & Palmer)». Classic Rock (en inglés). 21 de enero de 2013. Consultado el 8 de agosto de 2024.